# باب الكعبة

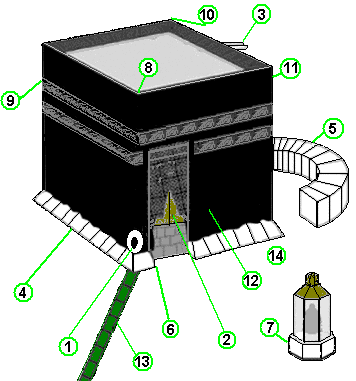
2-باب الكعبة.

باب الكعبة يقع في الجهة الشرقية منها، ويرتفع عن الأرض من الشاذروان (222سم) ، وطول الباب نفسه (318سم) ، وعرضه (171سم) ، وبعمق ما يقارب نصف متر. لقد كان للكعبة المشرفة فتحة للدخول إليها، ومن ثم صنع لها باب، لكن لا يعلم على وجه الدقة، متى ومن أول من عمل باباً للكعبة، إذ اختلف الرواة في ذلك على عدة أقوال، أرجحها أن تُبَّعًا الثالث أحد ملوك اليمن المتقدمين على البعثة النبوية بزمن بعيد هو أول من جعل للكعبة المشرفة بابًا. فقد روى ابن هشام في سيرته عن ابن إسحاق قال: «وكان تبع فيما زعموا أول من كسا البيت، وأوصى به ولاته من جرهم، وأمرهم بتطهيره، وجعل له بابًا ومفتاحًا». و ذكر الأزرقي في أخبار مكة عن ابن جرير قال: « كان تبع أول من كسا الكعبة كسوة كاملة، وجعل لها بابًا يغلق، ولم يكن يغلق قبل ذلك، وقال تبع شعرًا منه هذا البيت: وأقمنا به من الشــهر عشرًا وجعلنا لبابــــه إقليــدا».
وفي عهد عبد الله ابن الزبير كان باب الكعبة يبلغ من الطول أحد عشر ذراعًا، وفي زمن الحجاج بن يوسف الثقفي أصبح طوله ستة أذرع وشبر، قال ابن جريج: وكان الباب الذي عمله ابن الزبير أحد عشر ذراعًا، فلما كان الحجاج عمل لها بابًا طوله ستة أذرع وشبر». وفي سنة 1045هـ غير الباب، وجعل فيه من الحلية الفضية ما زنته 166 رطلاً، وطلي بالذهب البندقي بما قيمته ألف دينار، وكان ذلك زمن السلطان مراد الرابع. وبقي هذا الباب على الكعبة إلى عهد (ت1356هـ)، حيث ذكر في تاريخ الكعبة قال : « وهذا الباب الأخير الذي عمله السلطان مراد خان هو الباب الموجود على الكعبة المشرفة إلى العصر الحاضر».
وفي العهد السعودي تم تركيب بابين، الأول في عهد الملك عبد العزيز آل سعود عام 1363هـ، والثاني وهو الموجود حاليًّا، وكان قد صنعه الصائغ أحمد بن إبراهيم بدر بأمر من الملك خالد بن عبد العزيز وقد صُنع من الذهب حيث بلغ مقدار الذهب المستخدم فيه للبابين حوالي 280 كيلو جرام عيار 99.99 بتكلفة اجمالية بلغت 13 مليونا و420 ألف ريال عدا كمية الذهب. واستغرق العمل منذ بدء العمل التنفيذي فيه في غرة ذي الحجة عام 1398هـ اثني عشر شهرًا.
أما مفتاح الكعبة فيودع عند بني شيبة الذين لهم سدانة الكعبة كما هي وصية النبي.

## معرض صور

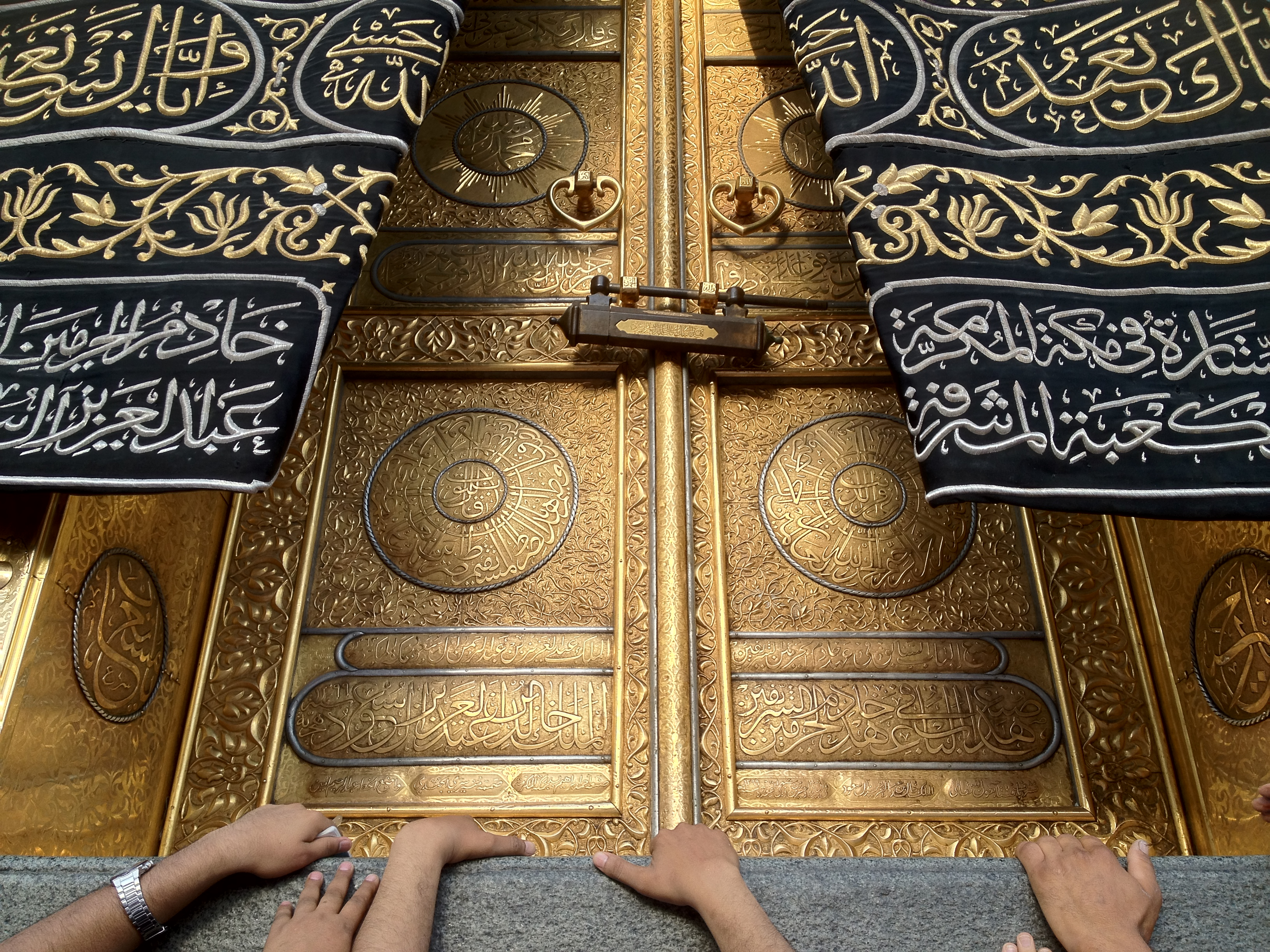
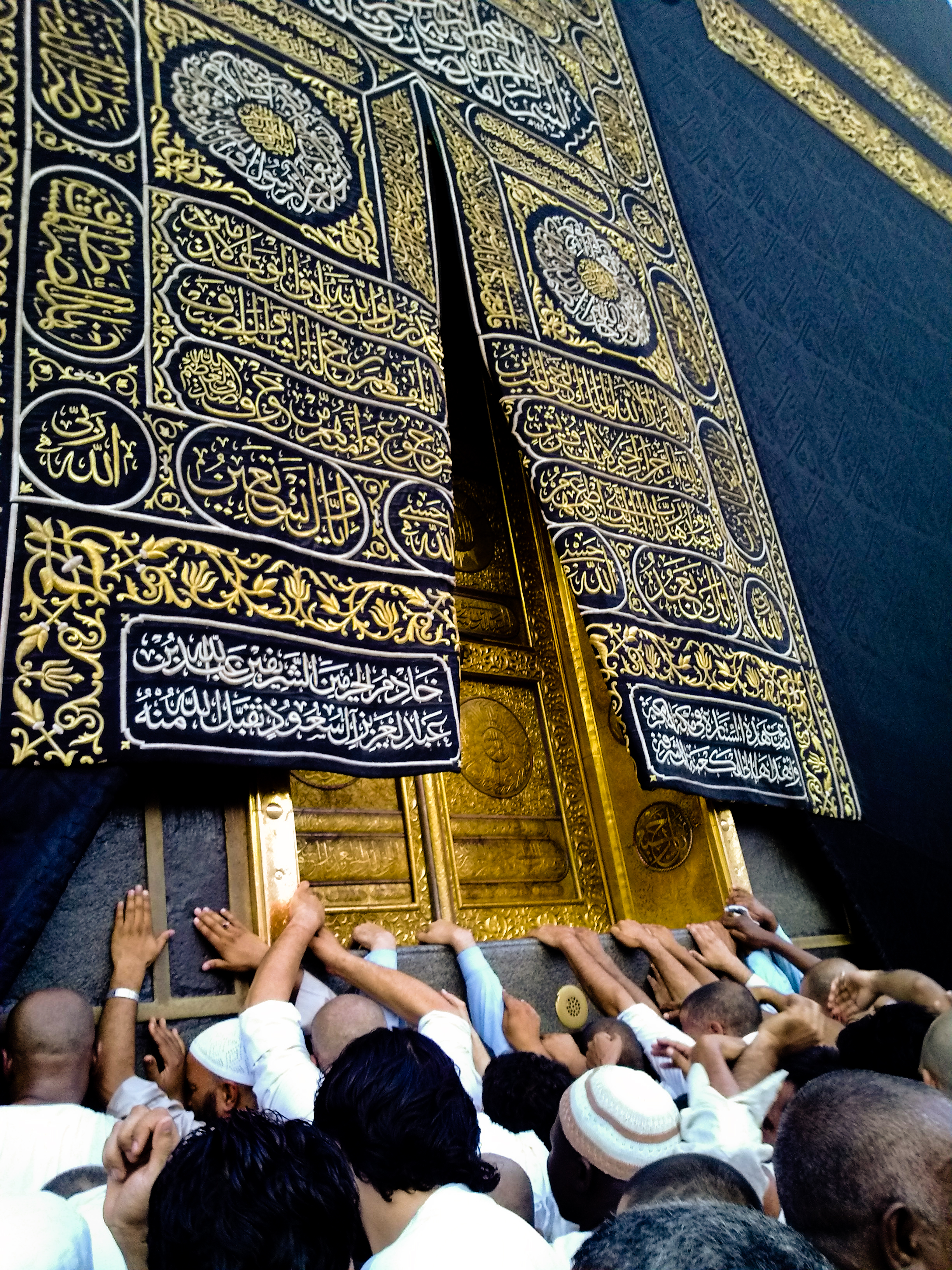
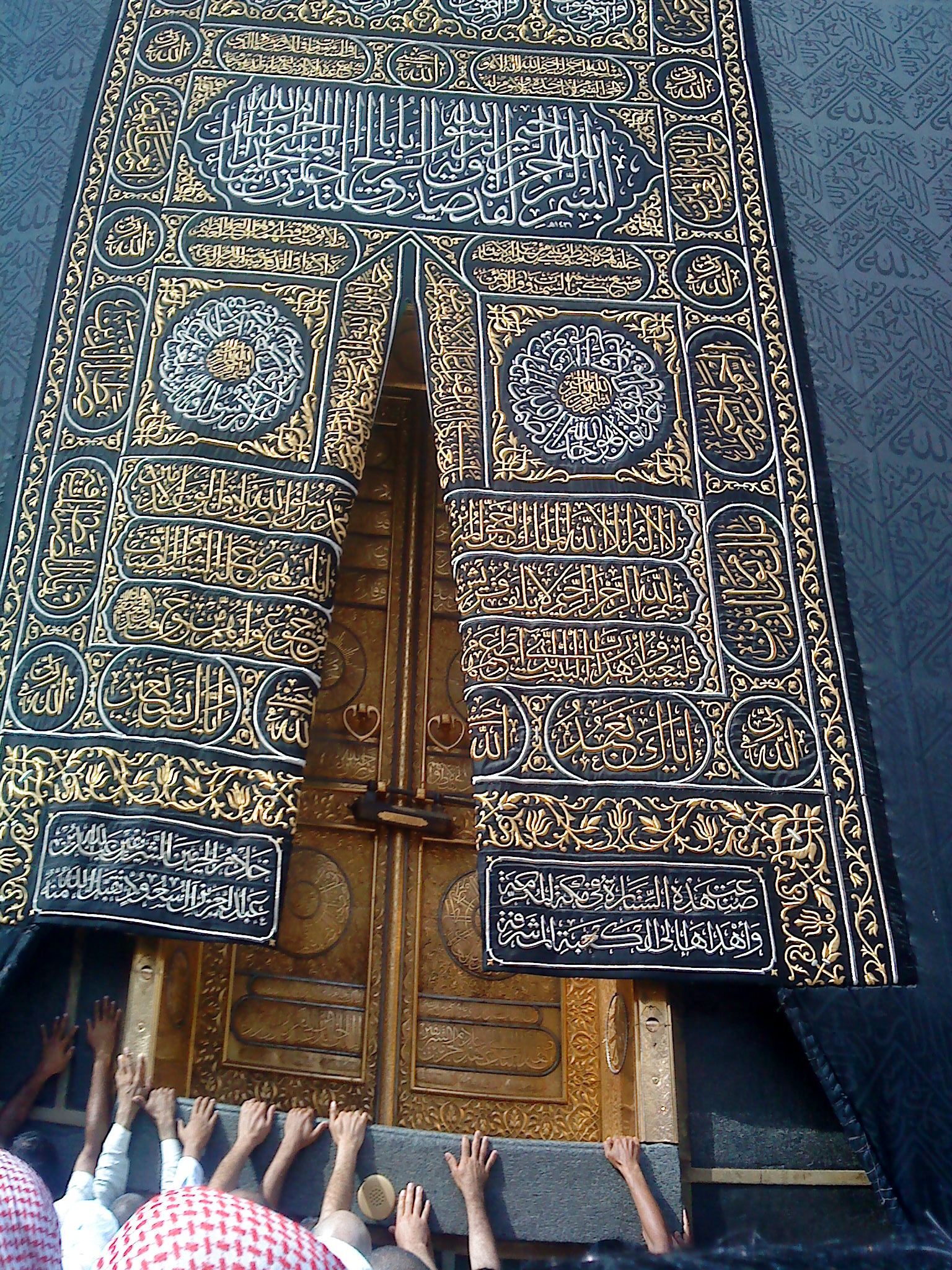
صورة لباب الكعبة تعود لعام 2011
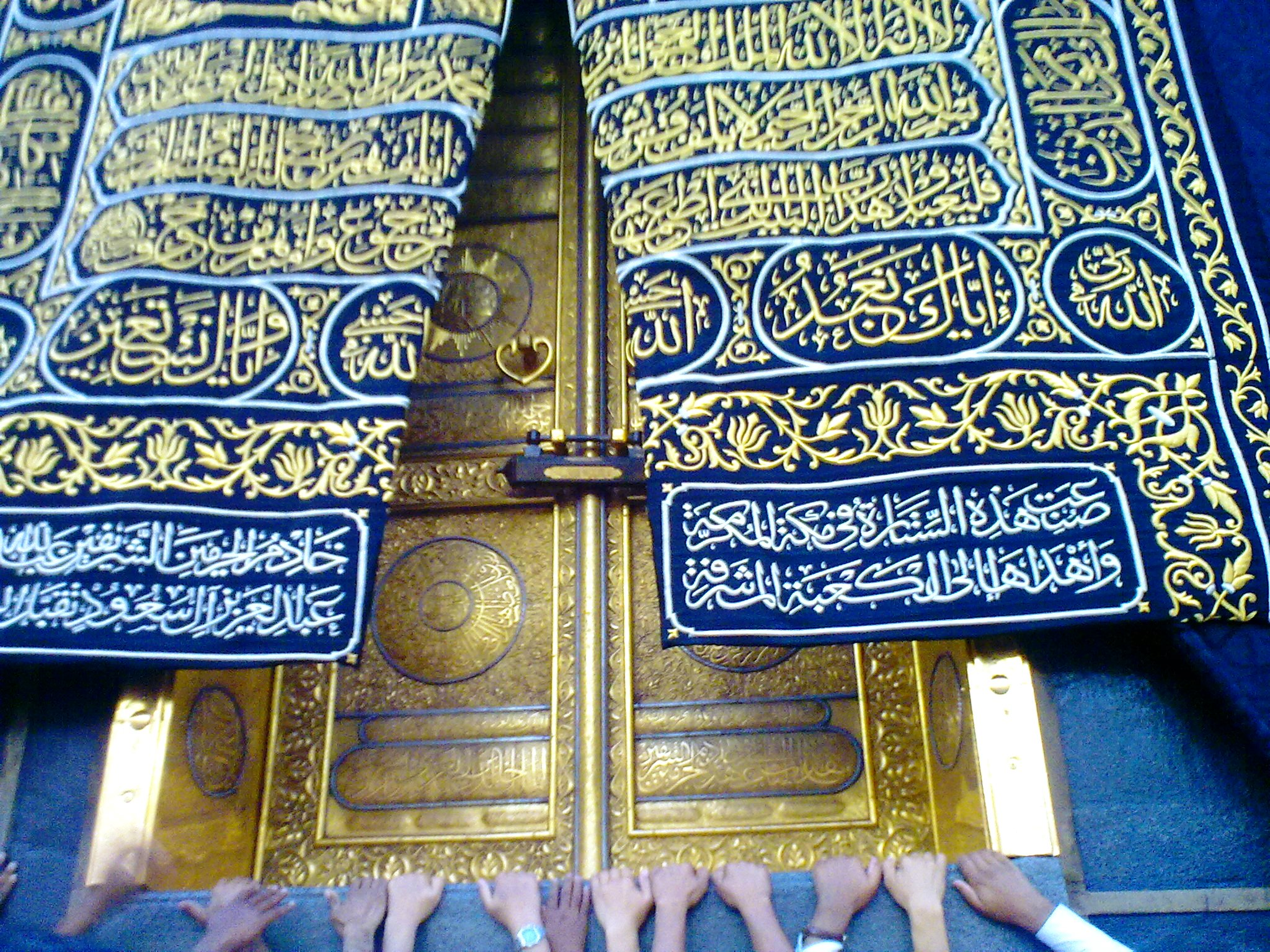
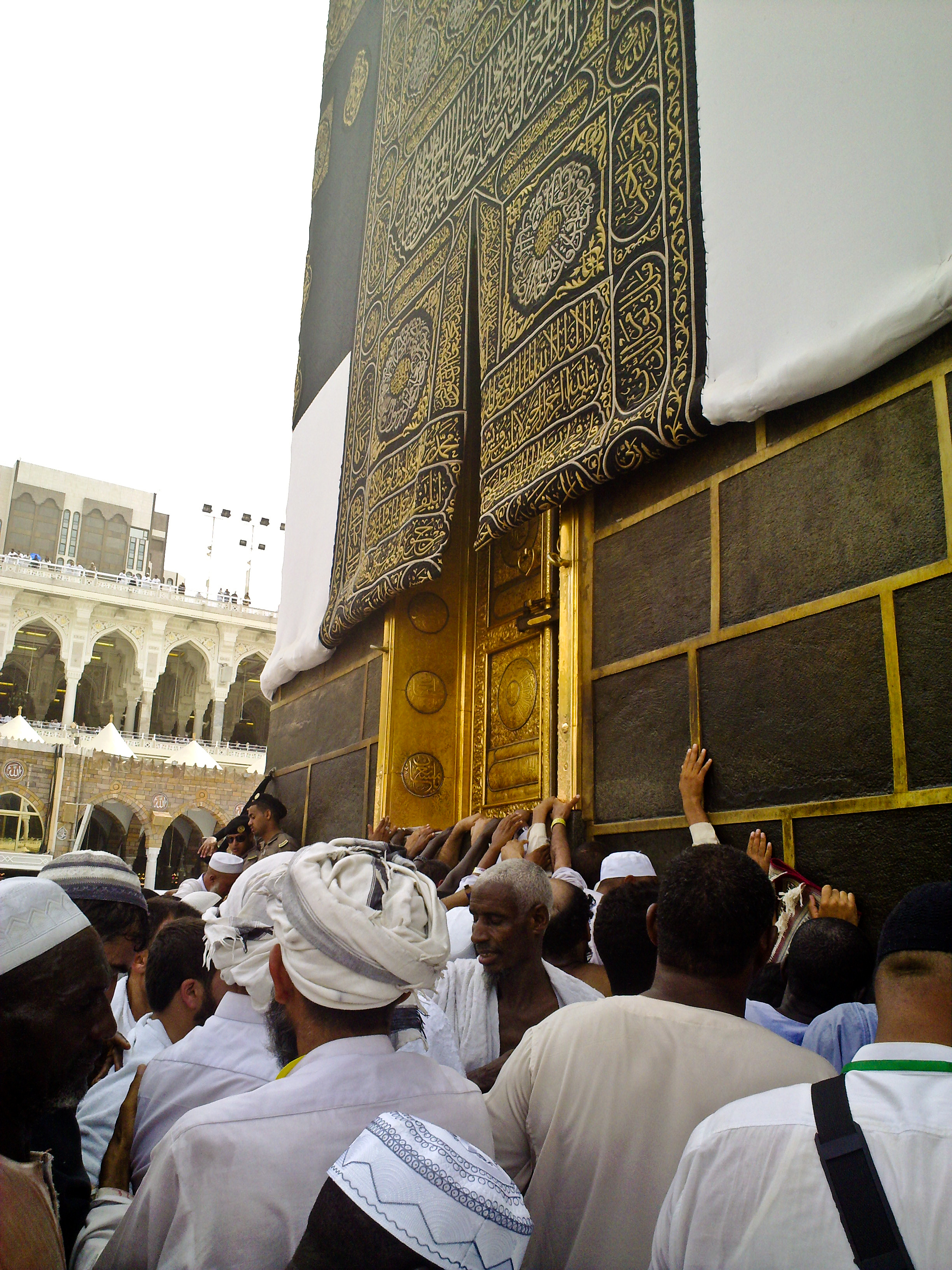
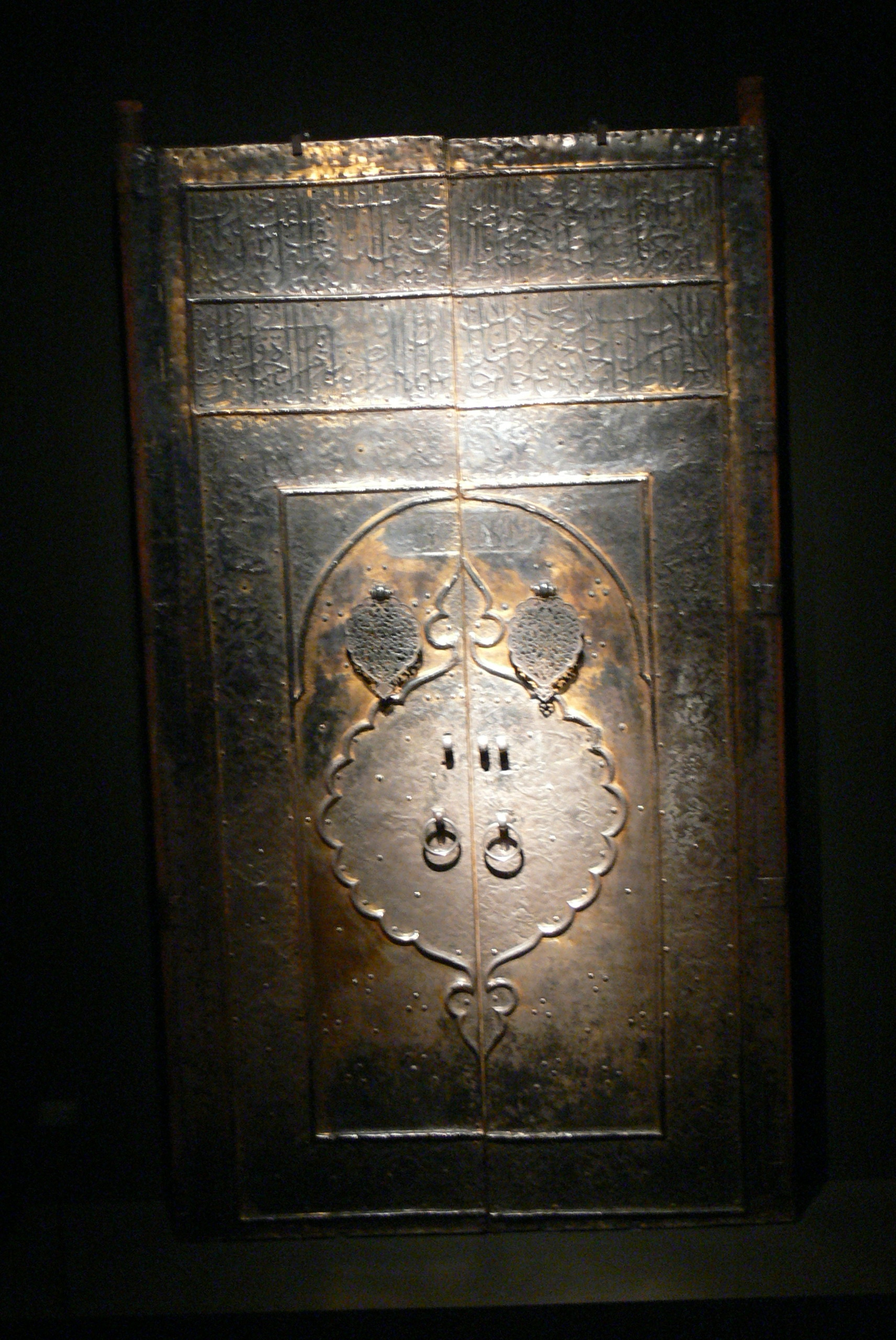
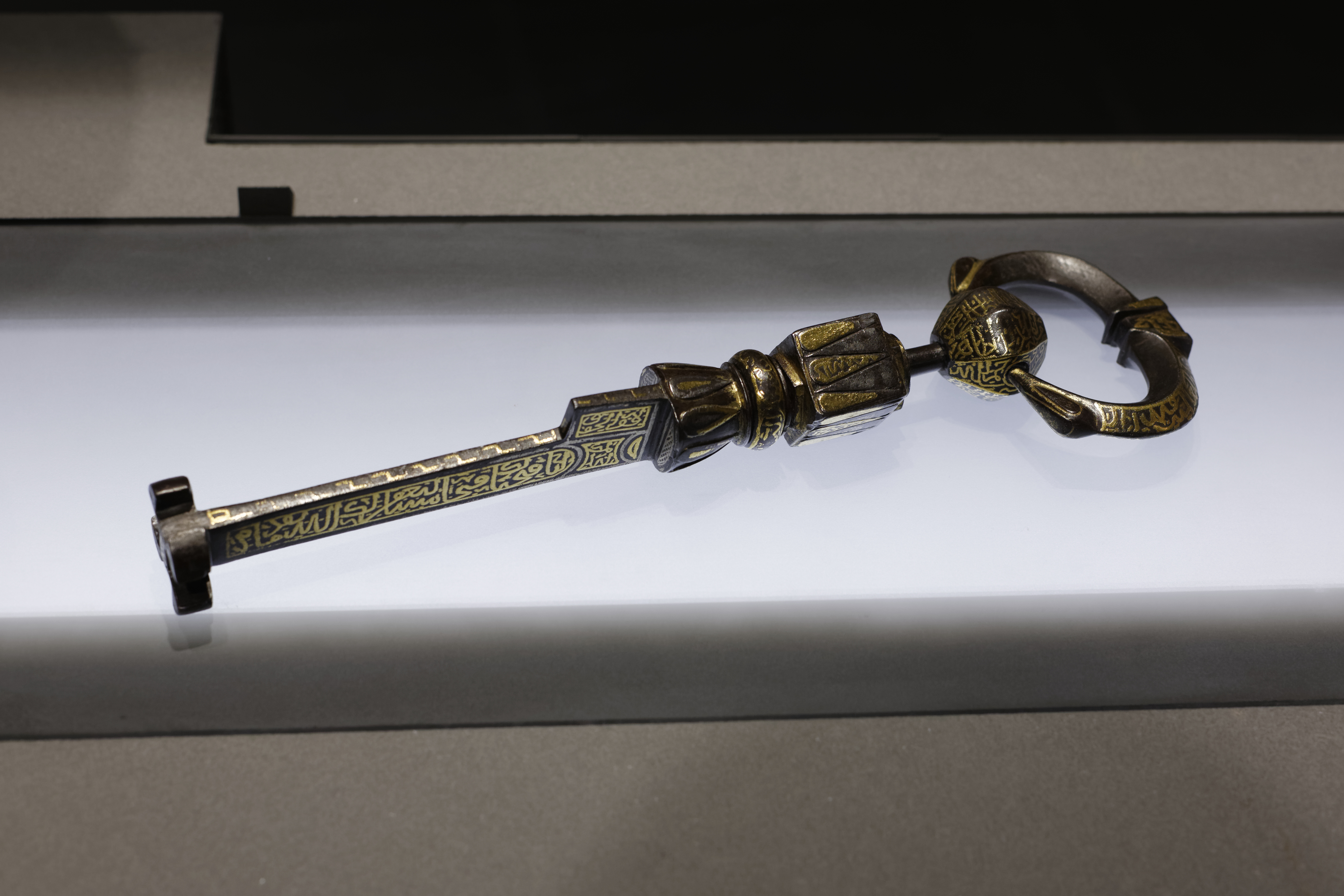